# Zbór Kościoła Zielonoświątkowego w Zebrzydowicach
Zbór Kościoła Zielonoświątkowego w Zebrzydowicach – zbór Kościoła Zielonoświątkowego znajdujący się w Zebrzydowicach, należący do okręgu południowego i dekanatu bielskiego.

## Historia
W 2011 na bazie spotykającej się wcześniej w Zebrzydowicach grupy wiernych został utworzony tam punkt misyjny Zboru Kościoła Zielonoświątkowego „Elim” w Cieszynie. Nabożeństwa i inne spotkania były prowadzone przez lidera wspólnoty Wiesława Kulawca ze zboru „Elim” w wynajmowanym pomieszczeniu przystosowanym na kaplicę, zlokalizowanym w siedzibie „Agrospedu” przy ul. Dworcowej.
2 czerwca 2015 punkt misyjny został przekształcony w samodzielny zbór, liczący w chwili powstania 19 ochrzczonych wiernych. Jednostka podlegała oficjalnie pastorowi z Cieszyna, jednak pełniącym obowiązki pastora zboru został Wiesław Kulawiec, liczącego wówczas ochrzczonych 25 członków. Do jego ordynacji na prezbitera doszło 12 czerwca 2016 w kaplicy zboru „Elim” w Cieszynie, w uroczystości udział wzięli m.in. biskup Kościoła Zielonoświątkowego w RP Marek Kamiński, prezbiter okręgu południowego Edward Lorek z Bielska-Białej, pastor zboru w Cieszynie Janusz Cieplik oraz pastor-senior cieszyńskiego zboru Marian Suski. Równocześnie Wiesław Kulawiec został wprowadzony w urząd pastora zboru w Zebrzydowicach.
W 2022 siedziba wspólnoty została przeniesiona do nowego obiektu przy ul. Kasztanowej, który dawniej mieścił bar „Stodoła”. Po remoncie powstała tam nowa kaplica dla zboru.